# Là où Atilla passe...
Pour plus de détails, voir Fiche technique et Distribution.
Là où Atilla passe... est un drame québécois réalisé par Onur Karaman et sorti le 29 janvier 2016.

## Synopsis
Atilla, un jeune homme reclus passe le plus clair de son temps dans la cave de la maison familiale à faire ses modèles d'avions. D'origine turque, Atilla a été adopté alors qu'il était enfant par Michel, un policier taciturne et Julie, mère au bord de la crise de nerfs qui ne tardera pas à quitter la maison. Dans le restaurant où il travaille il fait bientôt la connaissance de Ahmet, un cuisinier originaire lui aussi de Turquie qui lui fait faire la connaissance de ses amis. Parmi eux, la jolie Asya, une étudiante turque de passage au Québec avec qui il tombe amoureux.Progressivement, la vie change pour Atilla. Il trouve dans cette relation et dans le rapprochement avec Michel de bonnes occasions pour enfin faire la paix avec son passé douloureux.

## Fiche technique
- Société de distribution : K-Films Amérique (Canada)

## Distribution
- Émile Schneider : Atilla
- Roy Dupuis : Michel
- Julie Deslauriers : Julie
- Dilan Gwyn : Asya
- Cansel Elçin : Ahmet
- Fayolle Jean : Psychologue

## Critiques
Pour Le Devoir, « on ne cessera par la suite de s’attacher à lui, car il est plein de finesse et d’acuité, ce récit d’apprentissage singulier et beau signé Onur Karaman. Uniformément juste, l’interprétation est dominée par celle, pleine de force tranquille, d’Émile Schneider ».